# Santa María Tonameca
Santa María Tonameca là một đô thị thuộc bang Oaxaca, México. Năm 2005, dân số của đô thị này là 21223 người.